# Borrentin
Borrentin ist eine Gemeinde im Norden des Landkreises Mecklenburgische Seenplatte. Sie liegt südlich von Demmin. Sie gehört dem Amt Demmin-Land an, das seinen Verwaltungssitz in der Demmin hat. Bis zum 1. Juli 2004 war Borrentin Amtssitz des Amtes Borrentin.

## Geografie und Verkehr
Borrentin liegt etwa zwölf Kilometer südlich von Demmin und zwölf Kilometer nördlich von Stavenhagen. Die Bundesstraße 194 führt durch die Gemeinde. Westlich der Gemeinde befindet sich der Kummerower See. Bis 1945 besaß der Ortsteil Metschow einen Kleinbahnanschluss.

## Ortsteile
- Borrentin
- Gnevezow
- Lindenhof
- Metschow
- Moltzahn
- Pentz
- Schwichtenberg
- Wolkwitz

Gnevezow und Metschow wurden am 1. Januar 2003 nach Borrentin eingemeindet.

## Geschichte
Borrentin wurde 1270 mit der Übergabe des Dorfes durch den pommerschen Herzog Barnim I. an das Kloster Verchen erstmals urkundlich erwähnt. Nach der Säkularisation und den Preußischen Reformen wurde das Gut als Domäne 1816 an Oberamtmann Seemann verkauft, gelangte aber bereits im Jahre 1818 durch Erwerb in den Besitz von Leutnant August von Luck. Nach zwischenzeitlichem Besitz von Herrn von Buggenhagen erwarb es im Jahre 1880 Heinrich van Hooven. Nach dessen Tod im Jahre 1925 wurde das Gut mit einer Größe von 514 ha von seiner Frau Lina bis zu deren Tod 1944 geleitet. Nach der Enteignung 1945 wurde das Gut im Zuge der Bodenreform aufgesiedelt. 
Das Herrenhaus entstand um 1820 und wurde im Jahre 1909 durch Umbau vergrößert. Es diente nach 1945 als Unterkunft für Flüchtlingsfamilien etc. Nach einem weiteren teilweisen Umbau im Jahre 1994 wurde es als Verwaltungsgebäude für das Amt Borrentin bis 2005 genutzt. Seit 2007 befindet es sich in Privatbesitz.
Gnevezow: Die urkundliche Ersterwähnung erfolgte 1286. In den 1960er Jahren erlangte der Ortsteil Gnevezow eine gewisse Zentralfunktion, da dort die landwirtschaftlichen Betriebe zusammengelegt und Neubauten errichtet wurden, woraufhin es in umliegenden Orten zu starken Abwanderungen kam.
Metschow wurde 1255 erstmals urkundlich erwähnt.
Wolkwitz wurde bereits im 13. Jahrhundert besiedelt und 1305 erstmals urkundlich genannt.
Pentz wurde erstmals 1243 urkundlich erwähnt. Es war ritterschaftlicher Besitz der Familie von Pentz. Im Jahre 1311 wurde das Gut Besitztum des Klosters Verchen. Nach der Säkularisation wurde Pentz Staatsdomäne. Nach dem Verkauf von 1818 wechselten die Besitzer häufig. Das neobarocke Gutshaus stammt vom 18. Jahrhundert mit Umbau im 19. Jh.
Schwichtenberg: Das Gutshaus stammt aus dem 19. Jahrhundert.

## Wappen, Flagge, Dienstsiegel
Die Gemeinde verfügt über kein amtlich genehmigtes Hoheitszeichen, weder Wappen noch Flagge. Als Dienstsiegel wird das kleine Landessiegel mit dem Wappenbild des Landesteils Vorpommern geführt. Es zeigt einen aufgerichteten Greifen mit aufgeworfenem Schweif und der Umschrift „GEMEINDE BORRENTIN * LANDKREIS MECKLENBURGISCHE SEENPLATTE“.

## Sehenswürdigkeiten
- Die Kirche Gnevezow ist eine rechteckige Feldsteinkirche aus dem 16. Jahrhundert unter Verwendung von Backsteinen mit Ausstattung aus dem 17. und 18. Jahrhundert.
- Die Dorfkirche Moltzahn ist ein Feldsteinbau aus dem 17. Jahrhundert. Die Kirche ist teilweise aus älterem Baumaterial errichtet. Die historische Ausstattung der im Inneren sehr schlichten Kirche wurde bei einer Renovierung in den 1960er Jahren entfernt. Der bedeutendste Kunstschatz der Kirche ist ein spätmittelalterliches Holzkruzifix am Altar.
- Die gotische Dorfkirche Wolkwitz ist ein schlichter Backstein- und Feldsteinbau auf Feldsteinsockel, die ältesten Teile der Kirche stammen wohl aus dem 13. Jahrhundert. Der bedeutendste Kunstschatz ist die Wolkwitzer Madonna, eine Madonnenschnitzerei um 1250. Zur weiteren Ausstattung zählen ein spätgotischer Schnitzaltar sowie Kanzel, Patronatsloge und fünf Grabplatten um 1600.
- Das Gutshaus in Borrentin – ehemalig Amtssitz Demmin Land – befindet sich jetzt in Privatbesitz.
- 13-achsiges Gutshaus in Schwichtenberg' mit Mittelrisalit und Krüppelwalmdach sowie Wirtschaftsgebäude aus Rot- und Feldstein.
- klassizistisches, zweigeschossiges, saniertes Gutshaus in Wolkwitz
- Die spätgotische Dorfkirche in Schwichtenberg ist ein rechteckiger Feldstein- und Ziegelbau aus dem frühen 16. Jahrhundert mit polygonalem Ostschluss. Später wurde nach Westen ein Turm mit Fachwerkunterbau und verbrettertem Aufbau ergänzt. Die Kirche besitzt eine Grüneberg-Orgel von 1863.[6]